# La hija pródiga
La hija pródiga é uma telenovela mexicana produzida pela Azteca e exibida entre 23 de outubro de 2017 e 21 de janeiro de 2018.
A trama é original de José Ignacio Valenzuela e trata temas como o incêndio da Guardería ABC, os 43 desaparecidos de Ayotzinapa, homossexualidade e tráfico de órgãos.
É protagonizada por Isabel Burr, Christian de la Campa e Alejandro Camacho, com atuações estrelares de Aura Cristina Geithner, Sharis Cid e Fernando Luján e antagonizada por Leonardo Daniel, Andrea Martí, Aldo Gallardo e Marcelo Buquet.

## Sinopse
A história começa quando a filha dos Montejo , Alicia , é sequestrada em Acapulco, enquanto seus pais estão em um importante jantar de negócios. A menina acompanhada por sua irmã Pamela , é roubada causando grande tristeza em sua família há anos.
Vinte anos depois, quando sua família conseguiu retomar suas vidas, Alicia reaparece na casa do Montejo para encontrar respostas. Esse fato desencadeará uma série de conflitos entre a família porque Alicia só busca a verdade e, nesta busca, ela encontrará amor em Santiago , o noivo de sua irmã, provocando um triângulo amoroso que nos levará a testemunhar os obstáculos que Alicia deve atravessar para descobrir quem ou que foram os culpados da sua tragédia.

## Elenco
- Isabel Burr - Alicia Montejo Barragán / Alejandra Olmedo[4]
- Christian de la Campa - Salvador Mendoza
- Alejandro Camacho - Rogelio Montejo
- Leonardo Daniel - Federico Campomanes Soto
- Andrea Martí - Pamela Montejo Barragán[5]
- Carmen Delgado - Lucha
- Aura Cristina Geithner - Isabel Barragán de Montejo
- Fernando Luján - Nelson
- Sharis Cid - Delia Barragán[6]
- Aldo Gallardo - Arturo Montejo Salamanca
- María Adelaida Puerta - Beatriz Castellanos Abascal
- Rodolfo Arias - Jacobo
- Marcelo Buquet - Antonio
- Ramiro Huerta - Emilio
- Martha Mariana Castro - Nora
- Adianez Hernández - Virginia
- Francisco Angelini - José
- León Michel - Padre Damián
- Jack Duarte - Daniel "Dany" Mendoza
- Saúl Hernández - Eduardo "Lalo" Montejo
- Joan Kuri - Blas Montejo Barragán
- Dahanna Burgos - María Fernanda "Marifer" Mendoza
- Ethan Mebarek - Carlitos
- Diana Quijano - Matilde Salamanca
- Eligio Meléndez - Edgar
- Francisco "Pakey" Vázquez - Jack "el Halcón"
- Hugo Catalán - Alberto
- Carmen Baqué - La Güera
- Iván Cortes - Abel
- Raki Ríos - Claudio
- Agustín López Lezama - Dr. Ramón Maldonado
- Carilu Navarro - Mireya Calderón